# Tidabius nasintus
Tidabius nasintus är en mångfotingart som beskrevs av Chamberlin 1913. Tidabius nasintus ingår i släktet Tidabius och familjen stenkrypare. Inga underarter finns listade i Catalogue of Life.